# 阿沛·阿旺晋美
阿沛·阿旺晋美（藏語：ང་ཕོད་ངག་དབང་འཇིགས་མེད་，威利转写：nga phod ngag dbang 'jigs med，藏语拼音：Ngapoi Ngawang Jigme，1910年2月1日—2009年12月23日），原名霍康·阿旺晋美（藏語：ཧོར་ཁང་ངག་དབང་འཇིགས་མེད་），西藏拉萨人，藏族，西藏及中华人民共和国政治人物。曾任噶廈长官噶倫（兼昌都总管），昌都战役中消極抵抗。向中国人民解放軍投降後獲釋，代表拉萨與北京簽訂《十七条协议》。後任西藏自治区人民政府首任主席；1955年被授予中国人民解放军中将军衔。曾先后长期担任全国人大常委会副委员长、全国政协副主席、中国西藏文化保护与发展协会會長，為副国级领导人。2009年12月23日病逝于北京，享壽99岁。

## 家庭
他是有蒙古族血統的霍康家族阿尼霍康·強巴曲珍的私生子，於1910年2月1日出生在今西藏拉萨市墨竹工卡县甲玛乡的加瑪莊園，名为霍康·阿旺晋美。
他於1935年娶貴族宇妥家的阿沛·才旦卓嘎为妻，才旦卓嘎是阿沛·薩旺欽波噶倫的遺孀，婚后他以阿沛家族继承人身份正式承袭阿沛的姓，改名为阿沛·阿旺晋美，进入贵族行列。兩人育有12个子女（7女，5子）。
- 子
  - 长子：阿沛·仁青——曾任西藏自治区旅游局局長
  - 次子：阿沛·圖道多吉—國家民委副主任
  - 三子：阿沛·晋美——美国自由亚洲电台藏语部前主任[6]
  - 四子：阿沛·丹增晉美—北京援助西藏基金會辦公室主任
  - 五子：阿沛·晉源——曾任西藏自治区政协副主席
- 女
  - 长女：阿沛·白玛
  - 二女：阿沛·龙日
  - 三女：阿沛·曲妮
  - 四女：阿沛·才旺——阿旺晉美秘書
  - 五女：阿沛·仁增——西藏自治區計委局級幹部
  - 六女：阿沛·央金白姆——西藏自治区政协常委
  - 七女：阿沛·灿曲

## 生平

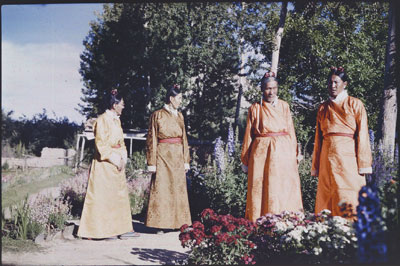
噶厦政府四名孜本在英國駐拉薩使團的花園中。左二為阿沛。

1910年至1927年，他帮助母亲管理加瑪莊園。1932年至1935年，服役於藏軍仲扎玛尕兵营，历任班长、排长、营长（官階五品）。婚後的1936年至1959年，为昌都粮官、民事法官、孜本（审计官）、昌都总管，西藏噶厦噶伦，中华人民共和国（中央直辖）昌都地区人民解放委员会副主任。

1951年，阿沛（右）作為赴北京和談的首席代表向毛澤東（左）獻哈達

1951年任西藏噶厦赴北京谈判的首席代表，同中央人民政府代表签订了《十七條協議》。1952年至1959年，任西藏军区第一副司令员。1959年至1964年，任全国政协副主席，西藏自治区筹委会副主任兼秘书长，西藏军区副司令员，国防委员会委员。1964年至1965年，任全国人大常委会副委员长，西藏自治区筹委会代主任，西藏军区副司令员，国防委员会委员。

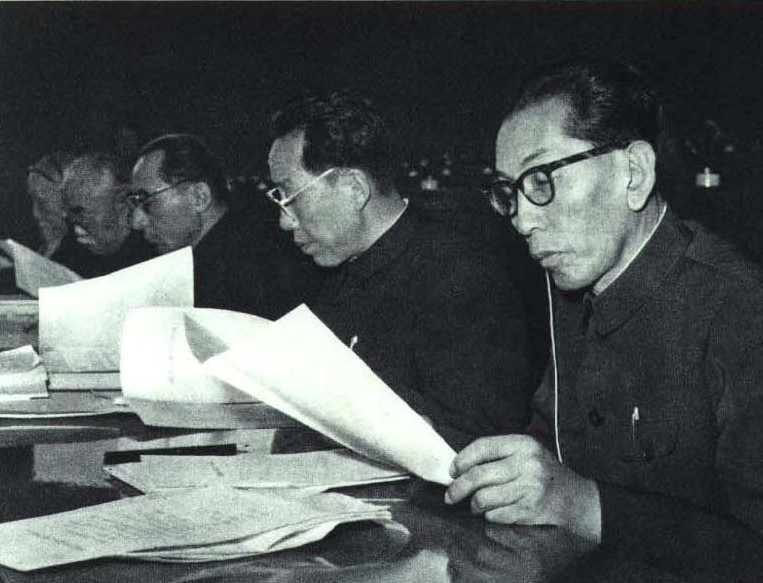
1965年的第三届全国人大的阿沛·阿旺晋美

1965年至1979年，任全国人大常委会副委员长，西藏自治区人民委员会主席、西藏自治区革命委员会副主任，西藏军区副司令员。1979年至1981年，任全国人大常委会副委员长、全国人大民族委员会主任委员，西藏自治区人大常委会主任，西藏军区副司令员。1981年至1983年，任全国人大常委会副委员长、全国人大民族委员会主任委员，西藏自治区人民政府主席，西藏军区副司令员。1983年至1987年，任全国人大常委会副委员长、全国人大民族委员会主任委员，西藏自治区人大常委会主任，西藏军区副司令员。1987年至1993年，任全国人大常委会副委员长、全国人大民族委员会主任委员，西藏自治区人大常委会主任。
1993年3月至2009年12月，任全国政协副主席。2004年，海内外一批关心、热爱西藏文化的人士成立中国西藏文化保护与发展协会，在社会各界的推荐下，阿沛不顾年迈体弱，亲任会长。2009年12月23日16时50分，阿沛·阿旺晋美因病在北京逝世，享壽99岁。。

## 評價
藏人對阿沛的評價隨時代不同而褒貶不一。新華社发出的讣告稱阿沛為「伟大的爱国主义者，著名的社会活动家，藏族人民的优秀儿子，中国民族工作的杰出领导人，中国共产党的亲密朋友」

## 延伸阅读
- 阿沛·阿旺晋美谈《在西藏七年》及其他 （页面存档备份，存于）
- 谁人详知91岁的阿沛·阿旺晋美，中国民族宗教网，2010-02-08

### 悼念文告
- 阿沛·阿旺晋美同志逝世，新华网，2009年12月23日 （页面存档备份，存于）
- 阿沛·阿旺晋美同志生平
- 阿沛逝世 西藏政府表哀悼，達賴喇嘛西藏宗教基金會，2009-12-25 （页面存档备份，存于）